# Noord-Ossetische Autonome Oblast
De Noord-Ossetische Autonome Oblast (Russisch: Се́веро-Осети́нская автономная область, Severo-Osetinskaja avtonomnaja oblast) was een autonome oblast in de Sovjet-Unie. De autonome oblast ontstond op 7 juli 1924 uit het Sovjetrepubliek der Bergvolkeren. Na de opheffing van de Sovjetrepubliek der Bergvolkeren werd de nieuwe autonome oblast onderdeel van de Russische sovjetrepubliek van de Sovjet-Unie. Op 5 december 1936 werd de status van de autonome oblast verhoogd tot een Autonome socialistische sovjetrepubliek (ASSR), de Noord-Ossetische Autonome Socialistische Sovjetrepubliek. Na het uiteenvallen van de Sovjet-Unie werd de ASSR omgevormd naar een autonome republiek binnen de Russische Federatie, Noord-Ossetië.